# Así nunca encontrarás el mar
«Así nunca encontrarás el mar» es una canción compuesta en 1995 por el músico argentino Luis Alberto Spinetta, interpretada por la banda Spinetta y los Socios del Desierto en el álbum homónimo de 1997, primero de la banda y 25.º en el que tiene participación decisiva Spinetta. 
Spinetta y los Socios del Desierto fue un trío integrado por Marcelo Torres (bajo), Daniel Wirtz (batería) y Luis Alberto Spinetta (guitarra y voz).

## Contexto
El tema pertenece al álbum doble Spinetta y los Socios del Desierto, el primero de los cuatro álbumes de la banda homónima, integrada por Luis Alberto Spinetta (voz y guitarra), Marcelo Torres (bajo) y Daniel Wirtz (batería). El trío había sido formada en 1994 a iniciativa de Spinetta, con el fin de volver a sus raíces roqueras, con una banda de garaje. Los Socios ganaron una amplia popularidad, realizando conciertos multitudinarios en Argentina y Chile.
El álbum doble Spinetta y los Socios del Desierto ha sido considerado como una "cumbre" de la última etapa creativa de Luis Alberto Spinetta. El álbum fue grabado en 1995, pero recién pudo ser editado en 1997, debido a la negativa de las principales compañías discográficas, a aceptar las condiciones artísticas y económicas que exigía Spinetta, lo que lo llevó a una fuerte confrontación pública con las mismas y algunos medios de prensa.
El disco coincide con un momento del mundo caracterizado por el auge de la globalización y las atrocidades de la Guerra de Bosnia -sobre la cual el álbum incluye un tema-. En Argentina coincide con un momento de profundo cambio social, con la aparición de la desocupación de masas -luego de más de medio siglo sin conocer el fenómeno, la criminalidad -casi inexistente hasta ese momento-, la desaparición de la famosa clase media argentina y la aparición de una sociedad fracturada, con un enorme sector precario y marginado, que fue la contracara del pequeño sector beneficiado que se autodenominó como los "ricos y famosos".

## El tema
Es el decimotercer track del Disco 1 del álbum doble. Otro "rock spinetteano", según el género identificado por el crítico Oscar Finkelstein. Música y canto inician simultáneamente la canción, alternando con un riff que se superpone parcialmente con una ejecución al unísono cada vez que se pronuncia el título del tema, considerado de los mejores del álbum. La segunda mitad de la canción es un solo de guitarra eléctrica de dos minutos que finaliza con un sample del sonido del mar.
La letra está relatada en segunda persona y dirigida a una mujer. El poeta le dice una y otra vez que con las actitudes que adopta ("sueñas y escapas", "prendes y apagas", "lloras y callas") nunca encontrará el mar:

Prendes y apagas
y el mundo es extravío
en el que nada de la luz te va
mira las hojas del árbol resplandeciente
Así nunca encontrarás el mar
"Así nunca encontrarás el mar" (fragmento)

Spinetta dialogó con Juan Carlos Diez en Martropía sobre la presencia reiterada de la imagen del mar en sus canciones, con diferentes significados aunque siempre relacionados con la vastedad o la eternidad. En temas como "Ana no duerme" (Almendra I), "Lejísimo", "Trampaluz" o "Las olas", el mar expresa la vastedad cósmica, pero en canciones de amor como "Lago de forma mía" o "La orilla infinita" -ésta último en el mismo álbum doble-, el mar simboliza a la eternidad del amor ("el amor se eterniza").